# Jožef Novak (filozof)
Jožef Novak, slovenski redovnik in profesor filozofije, * okoli 1742, Gorica, † 25. april 1788, Stična.

## Življenje in delo
Novak, svobodomiseln učitelj filozofije, je vstopil v cistercijanski red v Stični in bil 1770 posvečen v duhovnika ter postal 1780 učitelj metafizike na ljubljanskem liceju. V predavanja za ljubljanske filozofe je vpletal tudi stavke, ki so morali vzbuditi pozornost cerkvenih krogov: da človeška duša ni enotna; da spoved ni božja uredba; da najbrž niti sledu ni več o veri, ki jo je Kristus učil; da šteje svet morda že več milijonov let; da obstoja cerkev iz posameznih ljudi, ki niso nezmotljivi, itd. Ko ga je 1785 njegov študent pod obtožbo ateizma prijavil rektorju A. Ambschelu, je bil Novak suspendiran; zanj pa se je zavzel dunajski dvor, češ da gre za znanstveno in ne versko zadevo. Zaplet je bil rešen na presenetljiv način. Rektor Ambschel je izgubil službo, ljubljanski licej filozofijo, Novak pa je bil povišan in prestavljen na terezijansko akademijo na Dunaj. Leta 1788 je bila filozofija vrnjena na ljubljanski licej, za direktorja je bil predviden Novak, ki pa zaradi bolezni ponujenega mesta ni sprejel, ter se preselil v  Stično kjer je kmalu nato umrl.